# Art el payaso
Art el payaso es un personaje ficticio de la franquicia de películas slasher Terrifier y  sus derivaciones relacionadas. Creado por el escritor y director Damien Leone, Art apareció por primera vez en una serie de cortometrajes de bajo presupuesto antes de hacer su debut cinematográfico en la película de antología All Hallows' Eve de 2013. El personaje es el principal antagonista en Terrifier, de 2016, Terrifier 2, de 2022, y Terrifier 3, de 2024. Mike Giannelli interpretó al personaje inicialmente en los cortos, mientras que David Howard Thornton interpreta al personaje en la serie de películas.
Apareciendo originalmente como un personaje secundario en el cortometraje The 9th Circle de 2008, Leone decidió desarrollar más cortometrajes con el personaje después de recibir comentarios positivos del público. Art obtuvo una atención significativa de los medios tras el éxito de crítica y taquilla de Terrifier y su secuela, Terrifier 2. Art asimismo, tiene una compañera: una niña pálida vestida de payaso (Amelie McLain), así como dos contrincantes: las chicas finales Victoria Heyes (Samantha Scaffidi, quien fue la víctima en la primera cinta, pero debido a los acontecimientos de la misma es poseída por un ser demoniaco una vez que esta muere (producto del suicidio) y revive, a raíz de su descenso a la locura producto de los horrores causados por Art, por lo que se vuelve su compañera de asesinatos en las secuelas) y Sienna Shaw (Lauren LaVera), víctima de los horrores de Art y siendo la "elegida" o "guerrera" destinada a combatir a Art. En Terrifier 3 de 2024, se ve a Art acechando y volviendo a cometer asesinatos una vez más, dada su naturaleza sobrenatural del personaje.

## Apariciones

### Adaptaciones cinematográficas
El personaje hizo su aparición debut en el cortometraje del año 2008 The 9th Circle, que sigue la búsqueda de una joven llamada Casey (Kayla Lian) en una estación de tren vacía en la noche de Halloween. En ella es simplemente un personaje secundario, Art secuestra a Casey y la lleva a un culto satánico para ser sacrificada. Art hizo su siguiente aparición en el cortometraje Terrifier del año 2011, donde acecha y atormenta a una joven que es testigo de uno de sus asesinatos anteriores.
El personaje hizo su debut cinematográfico en All Hallows' Eve (2013), que incorpora los dos cortometrajes anteriores como segmentos en cintas VHS que Sarah (Katie Maguire) ve con los niños que cuida en la noche de Halloween. Art ingresa al mundo real y asesina a los niños para que una aterrorizada Sarah los encuentre.
En Terrifier de 2016, durante la noche de Halloween, Art llena una bolsa de basura con una variedad de armas y comienza a vagar por las calles del condado de Miles. Se topa con las borrachas Tara Heyes (Jenna Kanell) y Dawn (Catherine Corcoran), la última de las cuales lo provoca. Corta los neumáticos de Dawn y las sigue a una pizzería cercana, donde parece encontrarse atraído y obsesionado con la angustiada de Tara que le obsequia un anillo. Después asesina Dawn luego de secuestrar a Tara. Art se ve obligado a dispararle hasta la cuidadora de gatos y a cualquiera que se cruce en su camino. Más tarde comienza a buscar a la hermana mayor de Tara, Victoria Heyes (Samantha Scaffidi). Después de atropellarla con un automóvil, le come parcialmente la cara y se suicida tras un enfrentamiento con la policía, dejándola gravemente mutilada. En la escena final, una fuerza desconocida lo resucita en la morgue y rápidamente asesina al forense.
Para su regreso, en Terrifier 2 de 2022, tras los acontecimientos del descenso a la locura por su deformidad causada por Art y la subsiguiente mutilación por parte de Victoria e inevitable suicidio, Art se ha convertido en una leyenda urbana en el condado de Miles debido a que su cuerpo desapareció de la morgue después de ser resucitado por una entidad siniestra. Dicha entidad toma la forma de su primera víctima, una niña que mató en un carnaval años antes, que usa el mismo maquillaje de payaso que él y también es completamente muda, actuando como su cómplice a lo largo de la película. Solo Art y ciertas personas pueden verla. Un año después, Art comienza otra ola de asesinatos en Halloween, mientras persigue a la adolescente Sienna Shaw (Lauren LaVera) y a su hermano menor Jonathan (Elliot Fullam), cuyo difunto padre conocía a Art y sus secretos. Intenta matar a Sienna con una espada de su padre, pero la espada cura sus heridas y ella la usa para decapitar a Art. Finalmente, Victoria, ahora en un hospital psiquiátrico, da a luz a la cabeza cortada de Art, aún viva.
En los acontecimientos ocurridos en Terrifier 3 de 2024, partiendo de los acontecimientos de la escena postcréditos de la anterior cinta, donde fue decapitado por Sienna, resucita a través de Victoria y ella se une a el mientras estos dos se encuentran hibernando, posteriormente, un salto de tiempo de 5 años tras los acontecimientos de la primera entrega, Art y Victoria (ya poseida) despiertan en temporada Navideña para retomar sus fechorías provocando nuevamente una nueva ola de asesinatos en serie.

## Otras adaptaciones

### Historietas
Art es adaptado al formato de historieta adaptando los acontecimientos de la primera película de 2016.

## Creación y representación
Leone quería crear un personaje de payaso basado en villanos icónicos de películas de terror, pero quería que fuera todo lo contrario al Pennywise de It (1990), carente de color y lenguaje. Art apareció por primera vez en el cortometraje de Leone The Ninth Circle (2008). Aunque solo era un personaje secundario, los espectadores lo encontraron particularmente memorable, lo que llevó a Leone a hacer el cortometraje Terrifier (2011), centrado en Art. Quería crear un largometraje sobre el personaje, pero dejó la idea en suspenso cuando los productores se acercaron a él para presentar sus cortometrajes como segmentos en la antología All Hallows' Eve, con Art como hilo conductor que conecta todos los segmentos.
En los cortometrajes que lo presentan, y en All Hallow's Eve, Art fue interpretado por Mike Giannelli. Cuando Leone comenzó a desarrollar un largometraje basado en Art, Giannelli decidió retirarse de la actuación. Cuando David Howard Thornton presentó una cinta de audición, fue elegido como el villano asesino y dispuesto para interpretarlo en futuras entregas. Thornton dice que su actuación se inspiró en comediantes físicos clásicos como Charlie Chaplin y villanos de terror famosos como Freddy Krueger de Robert Englund y Pennywise de Tim Curry , pero que su principal inspiración provino de las diversas representaciones del icónico supervillano Joker.

## Recepción
En una crítica positiva para la revista Starburst, Sol Harris escribió: «Art es un villano verdaderamente enigmático y memorable. Con frecuencia se desvía hacia el territorio de ser genuinamente desagradable de ver, lo que lo hace sentir algo separado del grupo de iconos del terror como Freddy Krueger y Chucky. Se debe dar un reconocimiento especial a David Howard Thornton por una actuación verdaderamente maravillosa y que fácilmente se encuentra cara a cara con Curry y Skarsgård». En una revisión más media, el blog Film School Rejects elogió la representación de Thornton y el uso del lenguaje corporal, pero criticó a Terrifier y consideró al personaje un crapulento con un profundo odio por las personas.

## En la cultura popular
En 2018, la empresa de ropa Terror Threads lanzó un feo suéter navideño del personaje. El rapero y cantante estadounidense Ghostemane cita al personaje como influencia para su álbum de estudio ANTI-ICON (2020).